# Gregor Lange (Polizeipräsident)
Gregor Lange (* 1962 in Dortmund) ist ein deutscher Jurist und seit März 2014 Polizeipräsident in Dortmund. Er ist gemeinsam mit rund 3.860 Mitarbeiterinnen und Mitarbeitern verantwortlich für die Sicherheit von rund 700.000 Menschen in Dortmund und Lünen.

## Werdegang
Gregor Lange studierte an der Universität zu Bonn Rechtswissenschaften und Geschichte. Nach dem zweiten juristischen Staatsexamen trat er im Jahr 1993 in den Landesdienst bei der Bezirksregierung in Arnsberg. Im Jahr 1998 wechselte er in das nordrhein-westfälische Innenministerium, wo er sich bis 2003 als Referent unter anderem beim Verfassungsschutz mit politischem Extremismus beschäftigte.
In den Jahren 2003 bis 2009 leitete Lange die Fortbildungsakademie „Mont-Cenis“ in Herne. Von 2009 bis 2010 war er verantwortlich für das Personalwesen, erneut bei der Bezirksregierung Arnsberg. Vor seiner Berufung als Polizeipräsident in Dortmund war Gregor Lange Abteilungsdirektor bei der Bezirksregierung Münster und für die regionale Entwicklung, den Städtebau, und die Kommunalaufsicht und Wirtschaft verantwortlich.
Zum 1. März 2014 wurde Lange Dortmunder Polizeipräsident als direkter Nachfolger von Norbert Wesseler.
Von 2017 bis 2024 war er Vorsitzender der Arbeitsgemeinschaft der Polizeipräsidenten Deutschlands. In diesem Gremium werden sicherheitsrelevante Fragen von bundesweiter Bedeutung besprochen und erörtert, die Koordination und Planung steuerte Gregor Lange aus dem Ruhrgebiet heraus.
Seit Ende Mai 2023 ist Gregor Lange Mitglied im Beirat für Teilhabe und Integration, der von der Integrationsministerin Josefine Paul und Staatssekretär Lorenz Bahr geleitet wird. Der Beirat berät die Landesregierung des Landes Nordrhein-Westfalen bei Fragen von Einwanderung, Teilhabe und Integration. 

## Besondere Schwerpunkte
Als Polizeipräsident der größten Ruhrgebietsstadt hat Gregor Lange einen klaren Schwerpunkt bei der Bekämpfung des Rechtsextremismus gelegt und eine „Null-Toleranz-Strategie“ verankert. Im Jahr 2015 gründete er die Sonderkommission „Rechts“, die mittlerweile bundesweit bekannt ist für Repression und Kontrolldruck gegen den Rechtsextremismus.
Insbesondere in der Dortmunder Nordstadt, einem multikulturell geprägtem Stadtteil Dortmunds mit stärkerer kriminogener Belastung hat Gregor Lange die „Null-Toleranz-Strategie“ des NRW-Innenministers Herbert Reul etabliert. Mit regelmäßigen Schwerpunkt- und Kontrolleinsätzen wird der Druck auf den Drogenhandel, aber auch auf kriminelle Strukturen und Clankriminalität dauerhaft hochgehalten.

## Privates
Gregor Lange ist verheiratet und Vater von drei Kindern. Er ist Mitglied in der SPD.